# Antanas Impulevičius
Antanas Impulevičius-Impulėnas (ur. 28 stycznia 1907 w Poniewieżu, zm. 4 grudnia 1970 w Filadelfii) – litewski zbrodniarz wojenny, major, dowódca 12 Litewskiego Batalionu Schutzmannschaft.

## Życiorys
Urodził się 28 stycznia 1907 roku w Poniewieżu. W 1925 roku ukończył szkolenie wojskowe. W latach 1925–1937 służył w 7, 5 i 3 pułku piechoty. W armii litewskiej w 1937 roku został awansowany do stopnia majora. Po wkroczeniu Armii Czerwonej na teren Litwy został aresztowany przez NKWD. Wolność odzyskał po uderzeniu wojsk niemieckich na Związek Radziecki. Zgłosił się do formowanych przez hitlerowców litewskich formacji pomocniczych. Został dowódcą 12 Litewskiego Batalionu Schutzmannschaft (utworzony 9 sierpnia 1941 roku w Kownie jako Litauische Polizei Btl. F/12). Jego oddział został skierowany na tereny obecnej Białorusi. Batalion dowodzony przez Antanasa Impulevičiusa brał udział w eksterminacji ludności żydowskiej m.in. w Mińsku, Klecku i Berezynie. Jesienią 1941 roku batalion wraz z Niemcami zamordował około 46 000 Żydów i przeszło 9 000 jeńców radzieckich.
W 1944 roku Impulevičiusow znalazł się w Niemczech. W 1949 roku wyjechał do Stanów Zjednoczonych.
W 1962 roku Sąd Najwyższy Litewskiej Socjalistycznej Republiki Radzieckiej skazał go zaocznie na karę śmierci. Stany Zjednoczone odmówiły ekstradycji Antanasa Impulevičiusa.